# Acalypha crockeri
Acalypha crockeri är en törelväxtart som beskrevs av Francis Raymond Fosberg. Acalypha crockeri ingår i släktet akalyfor, och familjen törelväxter. Inga underarter finns listade i Catalogue of Life.